# オペレーション:レッド・シー
『オペレーション：レッド・シー』（原題: 红海行动）は、ダンテ・ラム監督による2018年の中国・モロッコ合作の戦争アクション映画。

## 概要
2015年に中国海軍が内戦中のイエメンから中国人571人、外国人約230人を救出した作戦をもとに描いた戦争アクション映画である（ただし舞台は架空の国に変更されている）。中国海軍の全面協力のもとで製作された。中国で36.5億元（約606億円）の大ヒットを記録した。百花奨で作品賞と監督賞、金鶏奨で監督賞、香港電影金像奨で最優秀アクション設計を受賞している。

## あらすじ
アラビア半島にあるイウェア共和国（架空の国）で内戦が勃発。中国人民解放軍海軍陸戦隊の「蛟龍突擊隊」が取り残された人々の救出に向かう。反政府武装組織に捕らわれた人質たちを救出後、今度は武装組織の手に渡った核物質の奪還作戦を行う。

## キャスト
| 役名                         | 俳優                         | 日本語吹替 | 備考                   |
| ---------------------------- | ---------------------------- | ---------- | ---------------------- |
| ヤン・ルイ（楊銳）           | チャン・イー（張譯）         | 咲野俊介   | 海軍陸戦隊蛟竜一隊隊長 |
| グー・シュン（顧順）         | ホアン・ジンユー（黄景瑜）   | 角田雄二郎 | 狙撃手                 |
| シア・ナン（夏楠）           | ハイ・チン（海清）           | 矢口千博   | 中国系フランス人       |
| シュー・ホン（徐宏）         | ドゥー・ジアン（杜江）       | 松田修平   | 副隊長 / 爆破兵        |
| トン・リー（佟莉）           | ジャン・ルーシャー（蒋璐霞） | 西藤照美   | 女性射撃手             |
| チャン・ティエンダ（張天徳） | ワン・ユーティエン（王雨甜） | 佐々木剛   | 射撃手                 |
| リー・ドン（李懂）           | イン・ファン（尹昉）         |            | 観測手                 |
| ジュアン・ユー（莊羽）       | プリンス・マク（麦亨利）     |            | 通信兵                 |
| ルー・チェン（陸琛）         | グオ・ジャンハオ（郭家豪）   | 佐々木祐介 | 衛生兵                 |
| ルオ・シン（羅星）           | ワン・イェンリン（王彦霖）   | 長野伸二   | 狙撃手                 |
| ガオ・ユン（高雲）           | チャン・ハンユー（張涵予）   |            | 臨沂艦艦長             |
| ジャオ・ハイグアン（趙海光） | 王强                         | 佐々木剛   | 政治委員               |
| ドン・メイ（鄧梅）           | 黃芬芬                       | 大澤珠美   |                        |
| Albert                       | サイモン・ヤム（任達華）     |            |                        |
| ウィリアム博士               | Khalid Benchagra             |            |                        |
| 助手アブ                     | Ayoub Layoussifi             | 加藤ルイ   |                        |
| 少年狙撃手（Taha）           | Mezouari Houssam             |            |                        |

## スタッフ
- 監督：ダンテ・ラム
- 脚本：ダンテ・ラム、ジ・フェン（馮驥）、林明傑、陳珠珠
- 製作：キャンディ・リョン（梁鳳英）
- 撮影：フォン・ユンマン（馮遠文）、ウォン・ウィンハン（黃永恆）
- アクション指導 ：ダンテ・ラム、凌志華、黄偉亮
- 軍事技術教練：徐添發
- 編集：蔡志雄、林志恒
- 音楽：エリオット・リョン（梁皓一）
- 美術：ジョエル・チョン（莊國榮）